# مرکز ورزشی آنقینگ
مرکز ورزشی آنقینگ (به لاتین: Anqing Sports Centre) یک ورزشگاه در چین است که در Yixiu District واقع شده‌است.